# Andrzej Le Brun

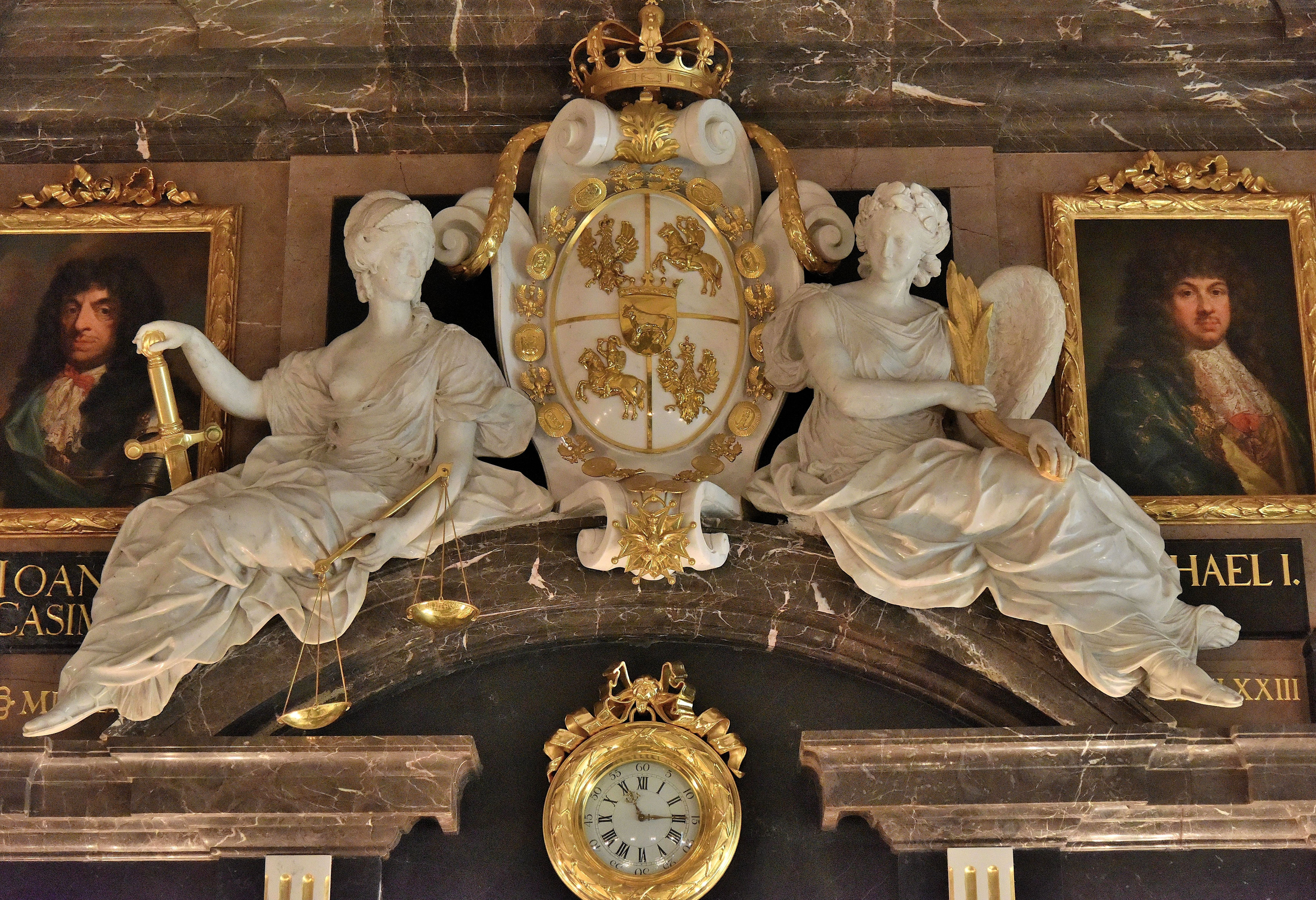
Alegorie Sprawiedliwości i Pokoju autorstwa Le Bruna w Pokoju Marmurowym na Zamku Królewskim w Warszawie

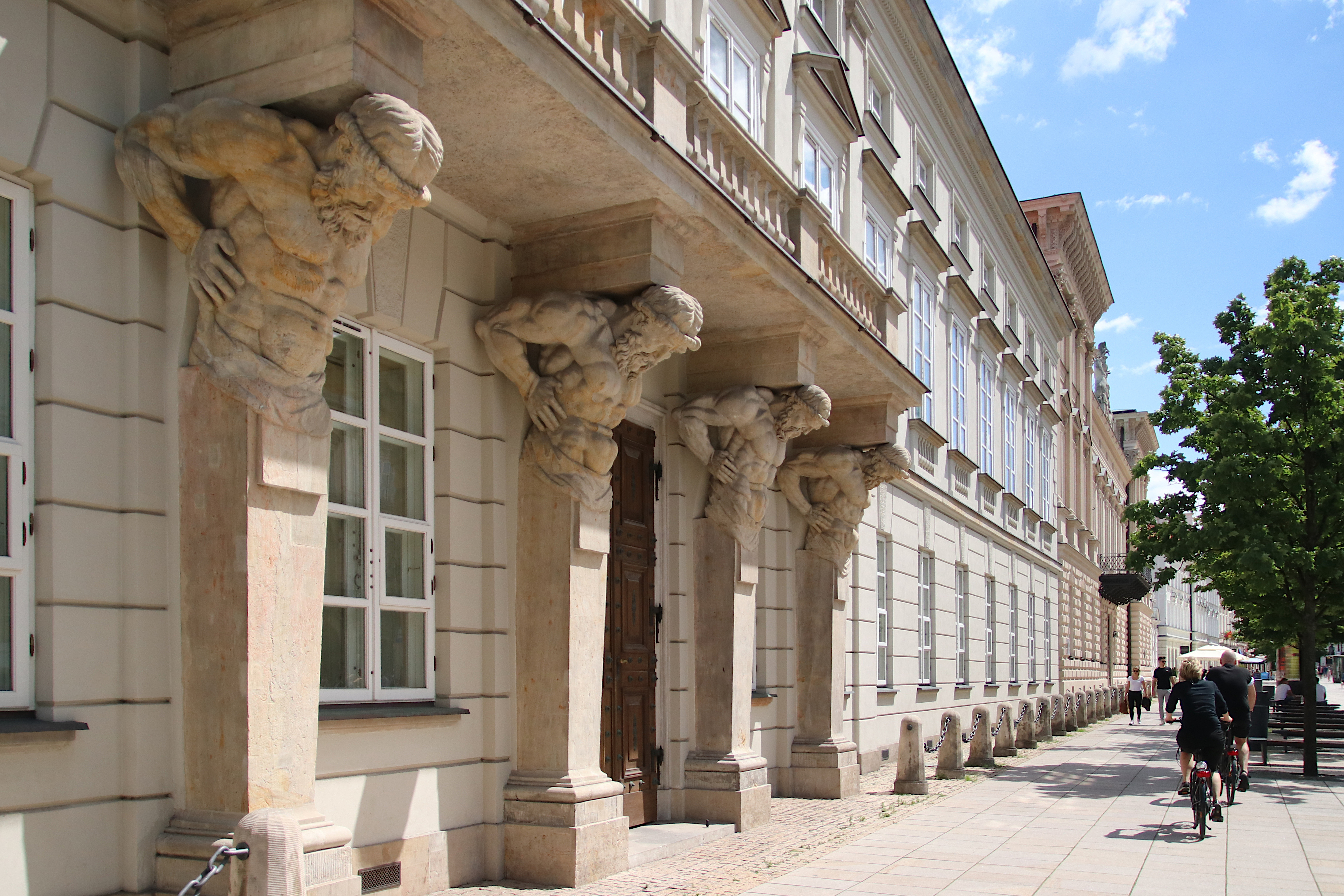
Atlanty pałacu Tyszkiewiczów w Warszawie

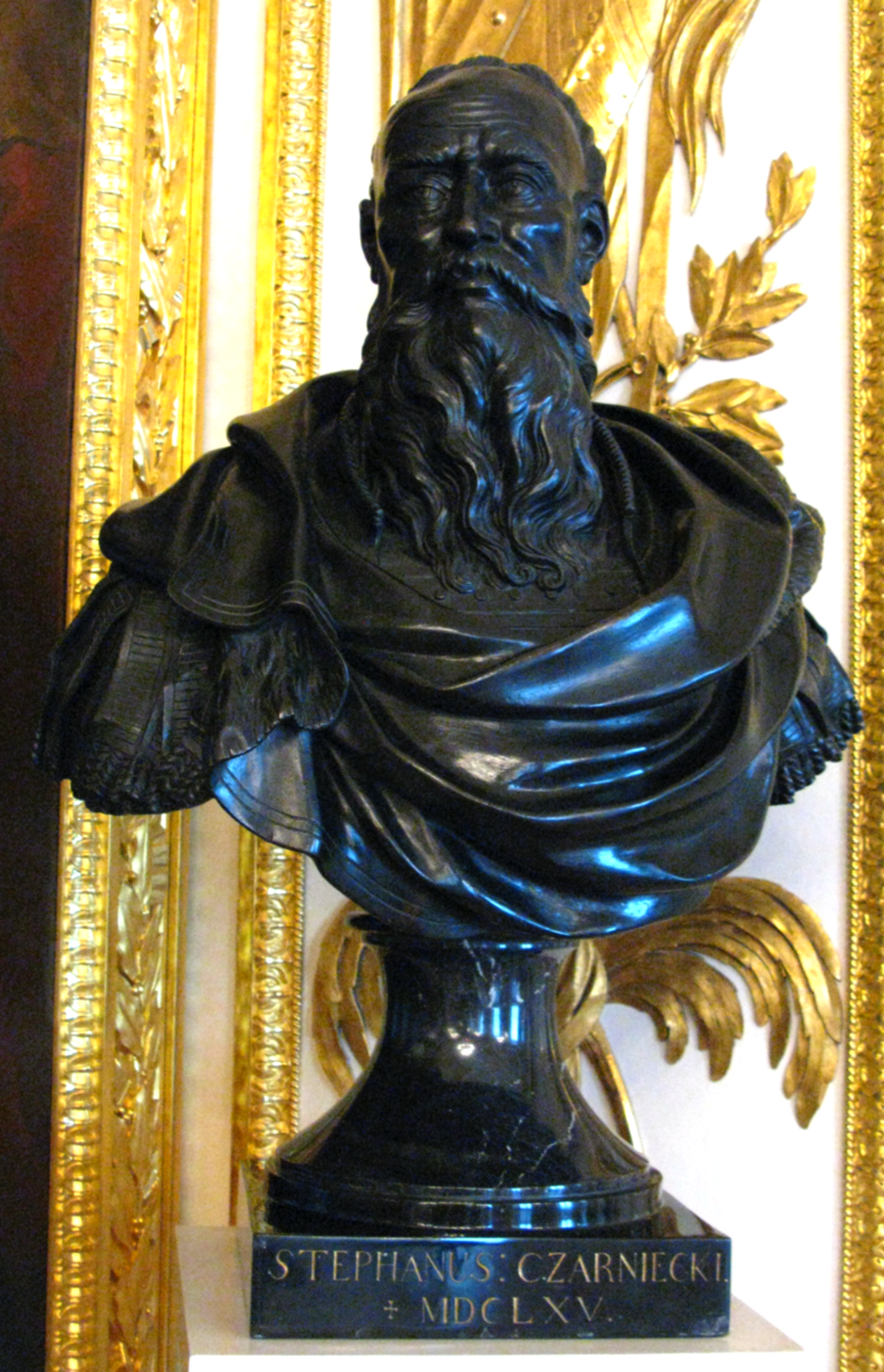
Popiersie Stefana Czarnieckiego w Sali Rycerskiej na Zamku Królewskim w Warszawie

Andrzej Le Brun, właśc. André Le Brun lub Lebrun (ur. 1737 w Paryżu, zm. 30 września 1811 w Wilnie) – rzeźbiarz klasycystyczny, pochodzenia francusko-flamandzkiego, czynny m.in. w Polsce. Nadworny rzeźbiarz Stanisława Augusta Poniatowskiego.

## Życiorys
Uczeń Jean-Baptiste’a Pigalle’a, otrzymał nagrodę Królewskiej Akademii Malarstwa i Rzeźby w Paryżu, po czym od 1759 studiował w Académie de France w Rzymie. Jego styl ukształtował się pod wpływem baroku rzymskiego.
W 1767 roku, za pośrednictwem Madame Geoffrin, został powołany  na dwór Stanisława Augusta Poniatowskiego do Warszawy. W latach 1768–1795 pracował jako nadworny rzeźbiarz króla i prowadził pracownię rzeźby na Zamku Królewskim w Warszawie. W czasie pobytu w Polsce skłaniał się ku klasycyzmowi. Jego bliskim współpracownikiem był Jakub Monaldi.
Wykonał rzeźby o tematyce alegorycznej, historycznej i mitologicznej do Zamku Królewskiego i Łazienek. Na zlecenie Poniatowskiego, w latach 1773–1778 kontynuował studia w Rzymie. W latach 1795–1803 przebywał w Petersburgu. Od 1803 roku pracował jako profesor w katedrze rzeźby na Uniwersytecie Wileńskim.

## Ważniejsze prace

### Zamek Królewski w Warszawie
- dekoracja rzeźbiarska, w tym alegorie Sprawiedliwości i Pokoju ujmujące tarczę herbową z herbem Rzeczypospolitej, w Pokoju Marmurowym (1771)[3]
- dekoracja rzeźbiarska Sali Wielkiej (we współpracy z Jakubem Monaldim), w tym posągi Apolla i Minerwy (przed 1778)[6]
- posąg Sławy oraz większość (13) odlanych w brązie popiersi sławnych Polaków w Sali Rycerskiej[7]

### Inne prace
- rzeźby na attyce pałacu Na Wyspie w Łazienkach Królewskich (ok. 1784)[1]
- cztery atlanty wspierające balkon nad wejściem do pałacu Tyszkiewiczów-Potockich w Warszawie (1787)[8]
- rzeźby Tańczący Satyr i Bachantka w Łazienkach (wykonane w czasie pobytu we Włoszech)[9]
- popiersie Jerzego Ossolińskiego (ok. 1781)[1]
- posąg Judyta w kościele San Carlo al Corso w Rzymie (1765–1768)[1]